# HTC Vive
Vive, parfois appelé HTC Vive, est une marque de matériel pour réalité virtuelle. Vive est un écosystème qui comprend de nombreux casques de réalité virtuelle, des accessoires, des logiciels de réalité virtuelle, des services pour les particuliers, les entreprises et le monde de l'art, et un métavers.
Le tout premier casque de la marque, simplement appelé HTC Vive, né d'une collaboration entre HTC et Valve Corporation, sort commercialement le 5 avril 2016. Dans ce partenariat, HTC semble se présenter comme le concepteur du matériel et Valve comme un fournisseur de contenu logiciel (Steam VR, OpenVR SDK), bien que ce dernier ait aussi conçu certaines technologies du casque, dont lighthouse.

## Logiciel
Le HTC Vive s’appuie sur Steam VR avec l'API OpenVR SDK (codée en C++), qui est un ensemble d'outil pour développer des applications pour la VR.
En complément de SteamVR, le HTC Vive bénéficie de Viveport, une plateforme dédiée proposant un abonnement permettant d’accéder à une sélection de jeux et de programmes d'immersion exclusifs.
Plusieurs moteurs de jeu, comme L'Unreal Engine 4 ou Unity s'annoncent compatibles nativement avec le HTC Vive pour la création de contenus réalité virtuelle (VR, de l'anglais virtual reality),,.
En février 2022, HTC dévoile le Viverse, un métavers.

## Développement
Le 23 février 2015, Valve précise qu'il va présenter son propre matériel de réalité virtuelle, lors de la Game Developers Conference 2015 de San Francisco. l'HTC Re Vive est dévoilé officiellement par HTC lors du Mobile World Congress de 2015,. Valve annonce la distribution gratuite de casques HTC Re Vive (Vive Edition Développeur) pour les développeurs, afin de stimuler l’apparition de contenus.
Le casque finira par être renommé officiellement HTC Vive, perdant le « Re » de son nom.
Les précommandes du HTC Vive démarrent le 29 février 2016. La somme pour les acheteurs français s'élève à 899 € (920 € en comptant les taxes et les frais de livraison),.

## Matériel

### Casque
Le casque de réalité virtuelle HTC Vive (première génération) est commercialisé le 5 avril 2016. Il est doté d'une fréquence de rafraîchissement de 90 Hz et offre un angle de vue de 110°. Il dispose d'un écran de 1 200 × 1 080 px pour chaque œil, soit 2 160 × 1 200 px en tout (448 ppp). Des capteurs sont intégrés : le gyroscope, l'accéléromètre et des capteurs de position laser. L'écart pupillaire peut se régler manuellement à l'aide d'une mollette, située sur le côté droit du casque, ainsi que la distance entre les yeux et les optiques à l'aide de deux autres mollettes au niveau des attaches. Il comporte aussi une prise jack pour brancher des écouteurs et écouter du son en 3D ou utiliser les écouteurs fournis, ainsi qu'une prise USB pour des éventuelles extensions. Une caméra est intégrée sur la face avant, elle permet de contrôler l'environnement extérieur sans enlever le casque. Un micro permet quant à lui de parler dans les jeux multijoueurs, ou de répondre à des appels téléphoniques via la connexion Bluetooth vers un téléphone portable.
Le casque doit être connecté au PC à l'aide d'un boîtier de connexion qui dispose de plusieurs branchements : HDMI, DisplayPort, USB 3.0 et alimentation.
Le casque est livré avec deux boîtiers, émetteurs infrarouges (Lighthouse) ou capteurs de positions qui couvrent une surface de 20,25 m2 et qui permettent de mesurer la position du casque et des manettes dans la pièce.
Il y a également deux manettes qui sont sans fil avec gyroscope, accéléromètre et capteurs de position laser.

## Résultats commerciaux
Les pré-commandes du HTC Vive sont ouvertes le 29 février 2016. Le casque se retrouve en rupture de stock en moins d'une heure, augurant un succès commercial.
Lors de son premier mois de commercialisation — entre le 5 avril 2016 et le 5 mai 2016 —, environ 50 000 exemplaires du produit seraient vendus,.
La présidente et cofondatrice de HTC, Cher Wang (en), annonce le 21 octobre 2016 que 140 000 exemplaires se sont écoulés depuis son lancement.

## Contenu compatible
- Cloudhead Games (The Gallery)[25], Dovetail Games (Train Simulator 2015), Fireproof Games (The Room), Bossa Studios (en) (I Am Bread)
- Google Earth, HBO et Lions Gate pour du divertissement hors jeu vidéo[évasif].
- Le Musée national du Palais de Taïwan pour la visite en VR d'un musée.
- Le service Vive Phone Services pour utiliser des fonctionnalités de téléphone (SMS, Appel)[26].

## Liste de produits
Après cette première génération du HTC Vive, HTC lance d'autres produits.

### Vive Pro
Le 8 janvier 2018, le HTC Vive Pro a été annoncé. C'est une évolution du premier casque HTC Vive.
Caractéristiques :
- Définition du Vive Pro : 1440 x 1600 pixels par œil, soit 2880 x 1600 pixels au total soit 615 ppp
- Écrans du HTC Vive Pro : Double écran AMOLED de 3,5 pouces à 90 Hz
- Champ de vision : 110 degrés
- Audio du Vive Pro : Casque intégré et détachable
- Connectique version Vive Pro : USB-C 3.0, Display Port 1.2, Bluetooth
- HTC Vive Pro prix : 879 euros
- Date de sortie : avril 2018

En janvier 2019, HTC dévoile le Vive Pro Eye, qui ajoute l'oculométrie (Eye tracking).
En mai 2021, HTC dévoile le Vive Pro 2[réf. nécessaire].

### Vive Focus
Le HTC Vive Focus est un casque autonome, qui n'a pas besoin de PC pour fonctionner.
En février 2021, HTC annonce le Vive Focus Plus.
En mai 2021, HTC présente le Vive Focus 3. Le casque dispose de deux écrans LCD d'une résolution de 2 448 × 2 448 pixels chacun et d'un taux de rafraîchissement de 90 Hz. Le champ de vision est de 120 degrés. Il est équipé également de deux haut-parleurs pour fournir un son directionnel.

### Vive Cosmos
Au CES 2019, HTC annonce le Vive Cosmos, qui doit sortir le 3 octobre 2019.
Le Vive Cosmos dispose de deux écrans LCD d'une résolution de 1 440 × 1 700 pixels chacun et d'un taux de rafraîchissement de 90 Hz. Le casque doit être relié à un ordinateur pour fonctionner. Il est compatible avec l’adaptateur sans fil Vive Wireless Adapter.
Le casque dispose de l'interface "Vive Reality System" qui permet de naviguer dans les différents menus et de découvrir les fonctionnalités du HTC Vive dans une réalité virtuelle.
Le 20 février 2020, HTC annonce deux nouveaux casques de la même gamme : le Vive Cosmos Elite et le Vive Cosmos Play. Le Vive Cosmos XR est également présenté, mais il s'agit d'un kit de développement pour de la réalité augmentée, à destination des développeurs.

### Vive Flow
Le Vive Flow est annoncé par HTC le 14 octobre 2021. Il s'agit d'un casque de réalité virtuelle compact et léger (189 grammes). Il est conçu pour le visionnage de vidéos et les applications légères.
Il est équipé de deux écrans LCD de 2,1 pouces pour une définition combinée de 3,2 K et un taux de rafraîchissement de 75 Hz. Le champ de vision est de 100 degrés. Il dispose d'un processeur Qualcomm Snapdragon XR1, de 4 Go de RAM et de 64 Go de stockage. Il n'offre pas de prise mini-jack 3,5 mm, mais il est possible de connecter des écouteurs en Bluetooth. Le casque a besoin d'une batterie externe pour fonctionner et d'un smartphone compatible qui sert de manette.

### Vive XR Elite
Au CES 2023, HTC annonce le Vive XR Elite.
Il reprend le design du Vive Flow mais avec une batterie intégrée à l'arrière du casque qui est détachable.
Niveau technique il est équipé de deux écrans LCD d'une définition combinée de 4K avec un taux de rafraîchissement de 90 Hz. Le champ de vision est de 110 degrés.
Il dispose d'un processeur Qualcomm Snapdragon XR2 avec 12 Go de RAM et 128 Go de stockage. Niveau connectivité sans fil le casque prend en charge le Bluetooth 5.2 et le Wi-Fi 6E.
Les deux contrôleurs USB-C fournis avec le casque sont les mêmes que ceux livrés avec le Vive Focus 3.
Le casque dispose d'un système audio qui diffuse le son au travers des branches de l'appareil.

## Soutiens
- Dean Hall, ancien développeur de DayZ, créateur du studio RocketWerkz[40].

## Identité visuelle (logo)

Logo du projet HTC ReVive.
Logo du Vive de 2012 jusqu'en 2015.
Logo du Vive depuis 2015.

## Configuration ordinateur recommandée
- Carte graphique : NVIDIA GeForce® GTX 970, AMD Radeon™ R9 290 équivalent ou meilleur
- Processeur : Intel® i5-4590, AMD FX 8350 équivalent ou meilleur
- Mémoire vive : 4 Go ou plus
- Sortie vidéo : HDMI 1.4, DisplayPort 1.2 ou plus récent
- Port USB : 1x USB 2.0 ou meilleur
- Système d’exploitation : Windows 7 SP1, Windows 8.1 ou Windows 10[41].